# La fidanzata di Belus
La fidanzata di Belus (La Fiancée de Bélus) è un dipinto dell'artista francese Henri-Paul Motte, del 1885. Nel 2013, il quadro fu acquistato dal museo d'Orsay di Parigi, dove è conservato attualmente. In precedenza si trovava nella galleria Vincent Lecuyer, vicino il museo d'Orsay, e venne esposta alla Brafa di Bruxelles e alla PAD di Parigi.

## Descrizione
Il dipinto si basa su un rituale babilonese di fantasia associato al dio Bēl, noto in latino come Belus. Secondo questo rituale, a Bel veniva offerta una giovane che si sedeva sulle ginocchia della sua statua, durante la notte, per poi essere sostituita da un'altra, e tutte queste fanciulle erano come delle vincitrici di un concorso di bellezza. Motte dipinse questa tela basandosi su una frase che lui attribuiva allo storico greco Erodoto, ma in seguito si scoprì che la citazione da lui ripresa era stata inventata. Perciò, non si hanno vere attestazioni di questa pratica nel mondo babilonese.
L'opera è ambientata all'interno di tempio babilonese immerso nell'oscurità: al centro si trova una statua colossale del dio Bel, raffigurato in trono e con uno scettro in mano; ai suoi piedi si trovano due leoni, uno dei quali guarda lo spettatore; sullo sfondo, delle figure dalle vesti rosse, forse dei sacerdoti, escono dal santuario salendo delle scale, accompagnando una figura muliebre vestita di bianco. Il quadro è dipinto con dei colori scuri che gli danno un'atmosfera cupa, eccetto per la figura al centro, che viene risaltata maggiormente grazie a questo contrasto: si tratta della fanciulla che è stata scelta come "fidanzata" o "sposa" per il dio e che si trova su un cuscino dorato poggiato sulle ginocchia del colosso. Questa giovane ignuda sembra rannicchiarsi con ansia e rivolge gli occhi al cielo. È probabile che la figura vestita di bianco sullo sfondo sia la "sposa" precedente che ha finito il suo "turno".
La fidanzata di Belus è dipinto in uno stile accademico sovradimensionato e presenta Babilonia come una civiltà misteriosa basata sul culto di idoli imponenti. Per ricreare l'interno del tempio babilonese, Motte copiò quello di un tempio greco di Olimpia, mentre la scultura è ispirata ai lamassù, anche se in quel caso si tratta di tori alati con una testa umana.